# 東ルメリ自治州

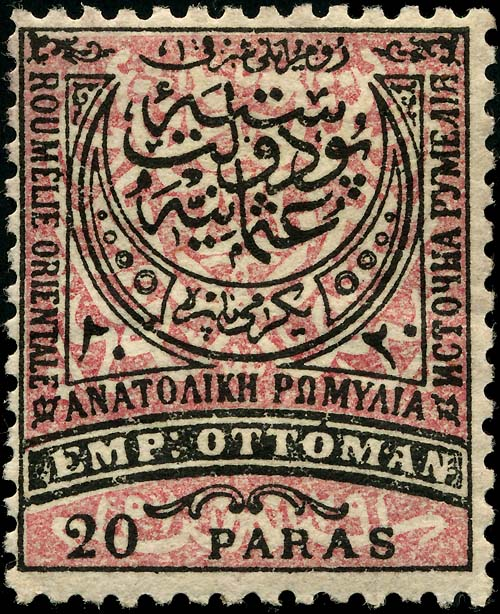
東ルメリ自治州発行の切手。オスマン語（トルコ語）のほかにブルガリア語・ギリシア語・フランス語で表記されている。

東ルメリ自治州（ひがしルメリじちしゅう）は、1878年から1885年にかけて現在のブルガリア南部に存在した、オスマン帝国の地方行政単位。東ルメリアとも呼ばれる。

## 歴史

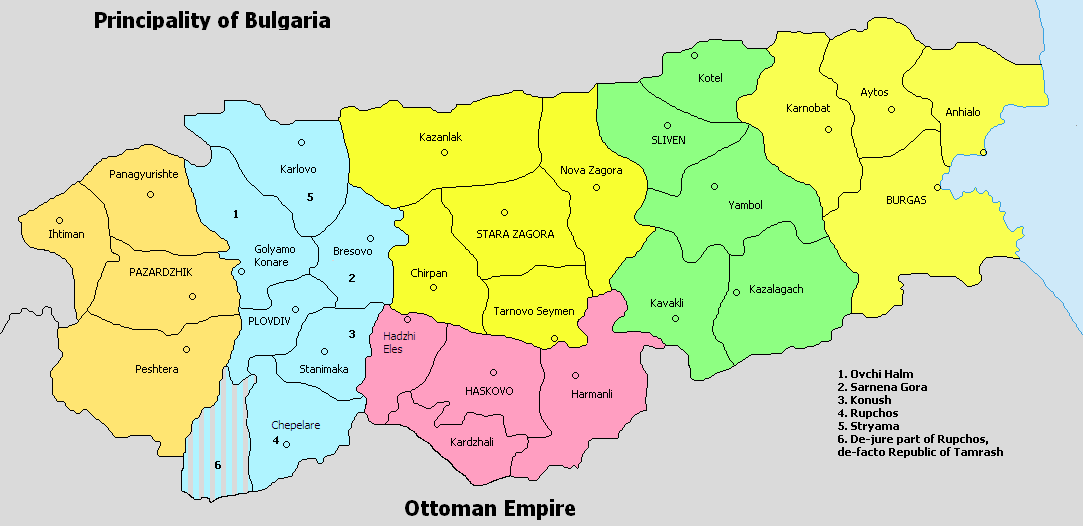
東ルメリ自治州の行政区画

露土戦争の講和条約であるサン・ステファノ条約によって、一旦はブルガリア公国が建国されることとなったものの、ロシアの南下政策を警戒する列強の思惑もあり、1878年のベルリン会議によってブルガリア公国は3分割された。これにより最南部でエーゲ海付近のマケドニアはオスマン帝国へ返還され、バルカン山脈を境に山脈以北にブルガリア自治公国が、山脈以南に東ルメリ自治州が設置されることになった。自治州設置決定後、1879年までに州境・国境の画定作業も終わり、自治州の州都はプロヴディフに置かれた。
自治州の最高責任者である総督はベルリン条約締結国の承認を得た上でスルタンによって任命され、その任期は5年であった。この際、総督にはキリスト教徒を任命することになっていた。また、自治州が治安維持のために独自の憲兵隊と民兵を持つこともベルリン条約で定められ、平時においてオスマン軍は国境沿いの要塞以外には駐屯できないことになっていた。ただし治安が維持できないと総督が判断し、オスマン軍の駐屯を要請した場合には関係諸国に通告した上で軍を進駐することは認められた。
住民の多数を占めていたのはキリスト教徒であるブルガリア人であったが、州内にはトルコ人やポマクなどのムスリム人口やギリシャ人も多く含まれていた。このため自治州は独自の議会を持ち、憲兵隊では民族の人口比に基づいた採用を行うなど、少数者であるムスリムやギリシャ人にも配慮した形式を採ってはいたものの、州の実権を握っていたのは最大勢力であるブルガリア人であった。また、州内のブルガリア人の中では自治州の設置当初から山脈以北のブルガリア自治公国への併合を求める声が優勢であった。
一方、州内には1884年に総督に就任したガヴリル・クラステヴィチのようにブルガリアへの併合に反対する意見も存在した。これは当時のブルガリア自治公国は公と議会の対立で政治的に混迷した状況にあったため、併合を急いで混乱に巻き込まれることを嫌った故の選択であった。しかし、クラステヴィチのような意見はあくまで少数意見にとどまり、1885年2月には併合を求める政治組織「ブルガリア秘密中央革命委員会」が結成される。委員会は9月にブルガリア人民兵とともに州内各地で蜂起し、総督を追放して自治州の実権を掌握する。これを受けてブルガリア公アレクサンダルはプロヴディフに入り、ブルガリア自治公国が自治州を併合したことを宣言した。
11月にはブルガリアによる自治州併合に反対するセルビアとの間に戦争が勃発したものの、この戦いにブルガリアが勝利したことから併合は既成事実化し、1886年のブカレスト条約によりブルガリア公が自治州の総督を兼ねるという形で事実上、併合は承認された。ただし、ベルリン条約との整合性を保つために名目上は自治州は存続することになり、ブルガリア公による総督位も終身のものとはされず、5年ごとにベルリン条約締結国の承認の上で再任されるとされた。このため再任の際にその承認を巡って締結国間の外交紛争が生ずることもあった。その後、1908年にブルガリアがオスマン帝国から独立を宣言すると、名実ともに東ルメリ自治州は消滅した。